# Loca People
«Loca People» (также известна под названием «Loca People (La Gente Está Muy Loca)» или «Loca People (What the Fuck!)» — песня испанского диджея и продюсера Сака Ноэля. Вокальные партии к песне исполнила голландская певица Эстера Сарита. В Испании сингл был выпущен 9 февраля лейблом Blanco Y Negro recordings. Тогда же на эту песню был снят видеоклип, который был загружен на YouTube. В Италии выпуск сингла состоялся 3 марта 2011 года лейблом Do It Yourself music group, в то время как в остальных странах премьера песни состоялась 24 июня 2011 и лишь в Великобритании премьера сингла состоялась только 25 сентября 2011. В октябре 2011 песня заняла 1 место в UK Singles Chart. Таким образом, «Loca People» стал ещё одним синглом испанского артиста, который сумел достичь первого места в британских чартах после композиции DJ Sammy 2002 года — «Heaven».

## Реакция критиков
«Loca People» была неоднозначно воспринята музыкальными критиками. Роберт Копси и Льюис Корнер из Digital Spy раскритиковали песню, присудив одну звезду из пяти. Ссылаясь на слова из песни, обзор был озаглавлен: «Какого хера?!». В противовес оценке Digital Spy, Саманта МакКаллум из журнала Maxumi Magazine оставила положительный отзыв, аргументировав этот тем, что трек «заставит продолжить любую вечеринку». «Складывается впечатление, будто цель песни стать частью ритуала вечеринки. И если так, это работает» — прокомментировала МакКаллум.

## Музыкальное видео

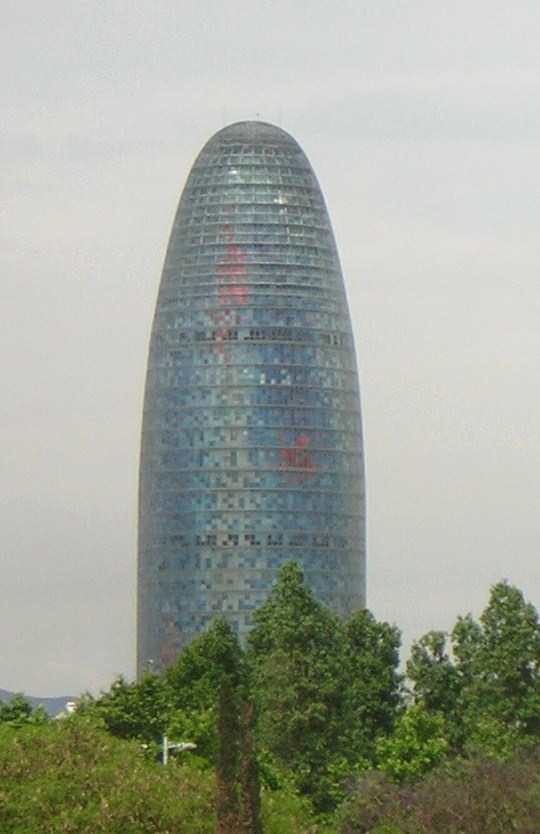
Башня Агбар появляется в видеоклипе к «Loca People». В титрах указана под названием «Огромный дилдо» (Giant Dildo)

Музыкальное видео на песню было снято Роджером Мартином Соле и срежиссировано самим Саком Ноэлом. Съемки видеоклипа проходили на территории Испании в Барселоне, а также в ночном клубе Millennium & Cosmic Club в Жироне (в Полиядерной городской области Барселоны (англ. Polynuclear Urban Region). В видео снялись Дизери Брихуега и сам Ноэль. Кроме клуба съемки проходили снаружи, где широкая публика также приняла участие в съемках видео.

## Список композиций
- Digital download[3]

1. «Loca People (What the Fuck!)» (Radio Edit) (Explicit) — 3:36

- US digital EP[4]

1. «Loca People» (Radio Edit) — 3:35
2. «Loca People» (Original Mix) — 5:40

- German CD single[5]

1. «Loca People (What the Fuck!)» (Radio Edit) (Explicit)
2. «Loca People (What the Fuck!)» (Explicit)

- UK digital download[6]

1. «Loca People» (UK Radio Edit) — 2:13
2. «Loca People» (Radio Edit) — 3:35
3. «Loca People» (Original Mix) — 5:40
4. «Loca People» (Liam Keegan Radio Edit) — 2:54
5. «Loca People» (Liam Keegan Remix) — 5:26
6. «Loca People» (XNRG Mix) — 4:45

## Чарты и сертификации
| Чарт (2011—2012)                    | Позиция |
| ----------------------------------- | ------- |
| Австрия (Ö3 Austria Top 40)         | 1       |
| Бельгия/Фландрия (Ultratop 50)      | 1       |
| Бельгия/Валлония (Ultratop 50)      | 4       |
| Canada (Canadian Hot 100)           | 40      |
| Чехия (Rádio — Top 100)             | 3       |
| Дания (Tracklisten)                 | 1       |
| Финляндия (Suomen virallinen lista) | 4       |
| Франция (SNEP)                      | 12      |
| Германия (GfK)                      | 4       |
| Greece Digital Songs (Billboard)    | 8       |
| Венгрия (Dance Top 40)              | 4       |
| Ирландия (IRMA)                     | 14      |
| Israel (Media Forest)               | 1       |
| Нидерланды (Dutch Top 40)           | 1       |
| Норвегия (VG-lista)                 | 6       |
| Poland (Dance Top 50)               | 1       |
| Romania (UPFR)                      | 2       |
| Russia (Digital Chart)              | 4       |
| Словакия (Rádio — Top 100)          | 22      |
| Испания (PROMUSICAE)                | 47      |
| Швеция (Sverigetopplistan)          | 5       |
| Швейцария (Schweizer Hitparade)     | 2       |
| Великобритания (OCC UK Dance)       | 1       |
| Великобритания (OCC UK Singles)     | 1       |
| US Hot Dance Club Songs (Billboard) | 49      |

| Чарт (2011)           | Позиция |
| --------------------- | ------- |
| Danish Singles Chart  | 19      |
| German Singles Chart  | 44      |
| Israeli Airplay Chart | 4       |
| Polish Dance Chart    | 1       |
| Swiss Singles Chart   | 30      |

| Регион | Сертификация | Продажи  |
| --- | ------------ | -------- |
| Канада (Music Canada) | Платиновый   | 80 000*  |
| Дания (IFPI Danmark) | Платиновый   | 30 000^  |
| Германия (BVMI) | Золотой      | 150 000^ |
| Италия (FIMI) | Золотой      | 15 000*  |
| Швейцария (IFPI Switzerland)                                                                                             | Золотой      | 15 000^  |
| * Данные о продажах приведены только на основе сертификации. ^ Данные о тиражах приведены только на основе сертификации. |              |          |

## История релиза
| Страна         | Дата             | Формат               | Лейбл                        |
| -------------- | ---------------- | -------------------- | ---------------------------- |
| Дания          | 31 мая 2011      | Цифровая дистрибуция | Blanco Y Negro Music         |
| США            | 28 июня 2011     | Цифровая дистрибуция | Ultra Records                |
| Германия       | 29 июля 2011     | Цифровая дистрибуция | Sony Music Entertainment     |
| Германия       | 26 августа 2011  | CD-сингл             | Sony Music Entertainment     |
| Ирландия       | 24 сентября 2011 | Цифровая дистрибуция | 3 Beat, All Around the World |
| Великобритания | 25 сентября 2011 | Цифровая дистрибуция | 3 Beat, All Around the World |

## Кавер-версия CDM Chartbusters
В то же время свою кавер-версию на эту песню сделала группа CDM Chartbusters. Данная перепевка заняла 55 место в чартах.